# Старые Кошары (Волынская область)
Ста́рые Коша́ры (укр. Старі́ Коша́ри) — село в Люблинецкой поселковой общине Ковельского района Волынской области Украины.
Код КОАТУУ — 0722189301. Население по переписи 2001 года составляет 476 человек. Почтовый индекс — 45033. Телефонный код — 3352.